# Quicksilver Messenger Service
A Quicksilver Messenger Service amerikai pszichedelikus/acid rock együttes. Jelenleg két taggal rendelkeznek: Gary Duncannel és David Freiberggel. 1965-ben alakultak meg a kaliforniai San Franciscóban. Nagy sikereket értek el hazájukban, megalakulásuk városában, San Franciscóban pedig kultikus státuszú zenekarrá lépte elő. Nem lettek annyira népszerűek, mint a Grateful Dead vagy a Jefferson Airplane, de mégis népszerű együttesnek számítanak. Dalaik során dzsesszes, klasszikus zenei és népzenei (folk) elemek is megjelennek. Karrierjük alatt 8 nagylemezt jelentettek meg. Rajongóik által csak „Quicksilver” néven ismertek. 1979-ben feloszlottak, ám 2006 óta megint együtt vannak. Eredetileg több zenész is megfordult a QMS-ben, de az új felállás (2006) óta főleg Duncanből és Freibergből áll a zenekar, viszont háttér-zenészeket használtak. 2006 óta Gary Duncan's Quicksilver néven is tevékenykedtek, ezen a néven hat stúdióalbumot dobtak piacra.
A zenekar Happy Trails című lemeze bekerült az 1001 lemez, amelyet hallanod kell, mielőtt meghalsz című könyvbe. 

## Diszkográfia
Quicksilver Messenger Service néven
- Quicksilver Messenger Service (1968)
- Happy Trails (1969)
- Shady Grove (1969)
- Just for Love (1970)
- What About Me (1970)
- Quicksilver (1971)
- Comin' Thru (1972)
- Solid Silver (1975)

Gary Duncan's Quicksilver néven (új felállás)
- Peace by Piece (1986)
- Shape Shifter Vols. 1 and 2 (1996)
- Three in the Side (1998)
- Shapeshifter Vols. 3 and 4 (2006)
- Strange Trim (2006)
- Six String Voodoo (2008)